# Kattekoppa, Hosanagara
Kattekoppa là một làng thuộc tehsil Hosanagara, huyện Shimoga, bang Karnataka, Ấn Độ.